# De grootste successen van Gerard Cox
De grootste successen van Gerard Cox is een verzamelalbum van deze artiest, maar bevat niet zijn grootste successen. 

## Achtergrond
Cox was na een langere tijd voor CNR Records te hebben gewerkt verhuisd naar Philips Records/Decca Records en toen vlot naar CBS. In die tijd had Cox nog geen enkele hit gehad in de Nederlandse Top 40 of anderszins. De enige single die op de rand van de hitparade stond was Een broekje in de branding, verschenen op Philips. Het album verscheen dan ook alleen om mee te liften op het succes dat Cox bij andere platenlabels had. In 1972 verscheen namelijk ook de single 1948 (Toen was geluk heel gewoon), dat voor CBS en Cox wel een (grote) hit werd.

## Muziek
| Nr. | Titel                                                | Duur |
| --- | ---------------------------------------------------- | ---- |
| 1.  | Liefde zonder vrees (Jan Willem ten Broeke, Cox)     |      |
| 2.  | God is niet dood (Guus Vleugel, Rogier van Otterloo) |      |
| 3.  | Rompelmoes (Jan Willem ten Broeke, Cox)              |      |
| 4.  | La belle Américaine (Ruud Bos, Guus Vleugel)         |      |
| 5.  | Het duiveltje van Hoh (Jules de Corte)               |      |
| 6.  | Langharig (Cox)                                      |      |

| Nr. | Titel                                                       | Duur |
| --- | ----------------------------------------------------------- | ---- |
| 1.  | Het moet gezegd (Jan Willem ten Broeke, Cox)                |      |
| 2.  | Het hoeft allemaal niet zo erg (Jan Willem ten Broeke, Cox) |      |
| 3.  | Mijn vriendin ging er vandoor (Van Otterloo, Cox)           |      |
| 4.  | De meisjes van de suikerwerkfabriek (Drs. P)                |      |
| 5.  | Dodemansplaats (Cox)                                        |      |
| 6.  | Meisjes in de stad (Ruud Bos, Cox)                          |      |